# Szkarłatka amerykańska

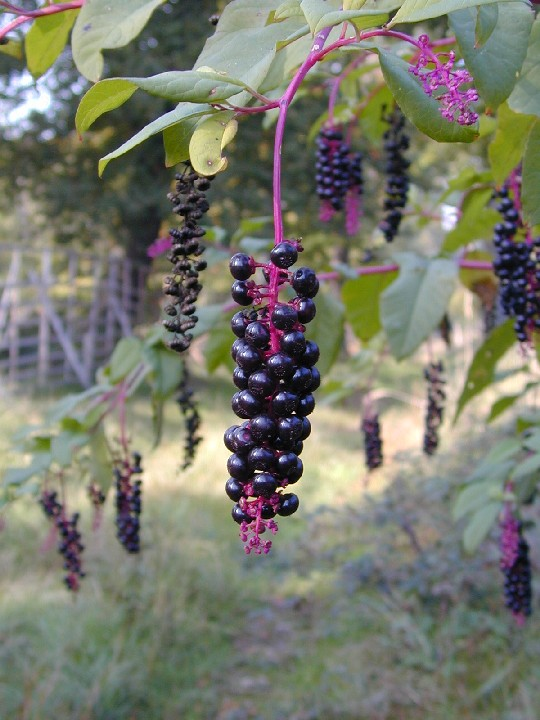
Owoce

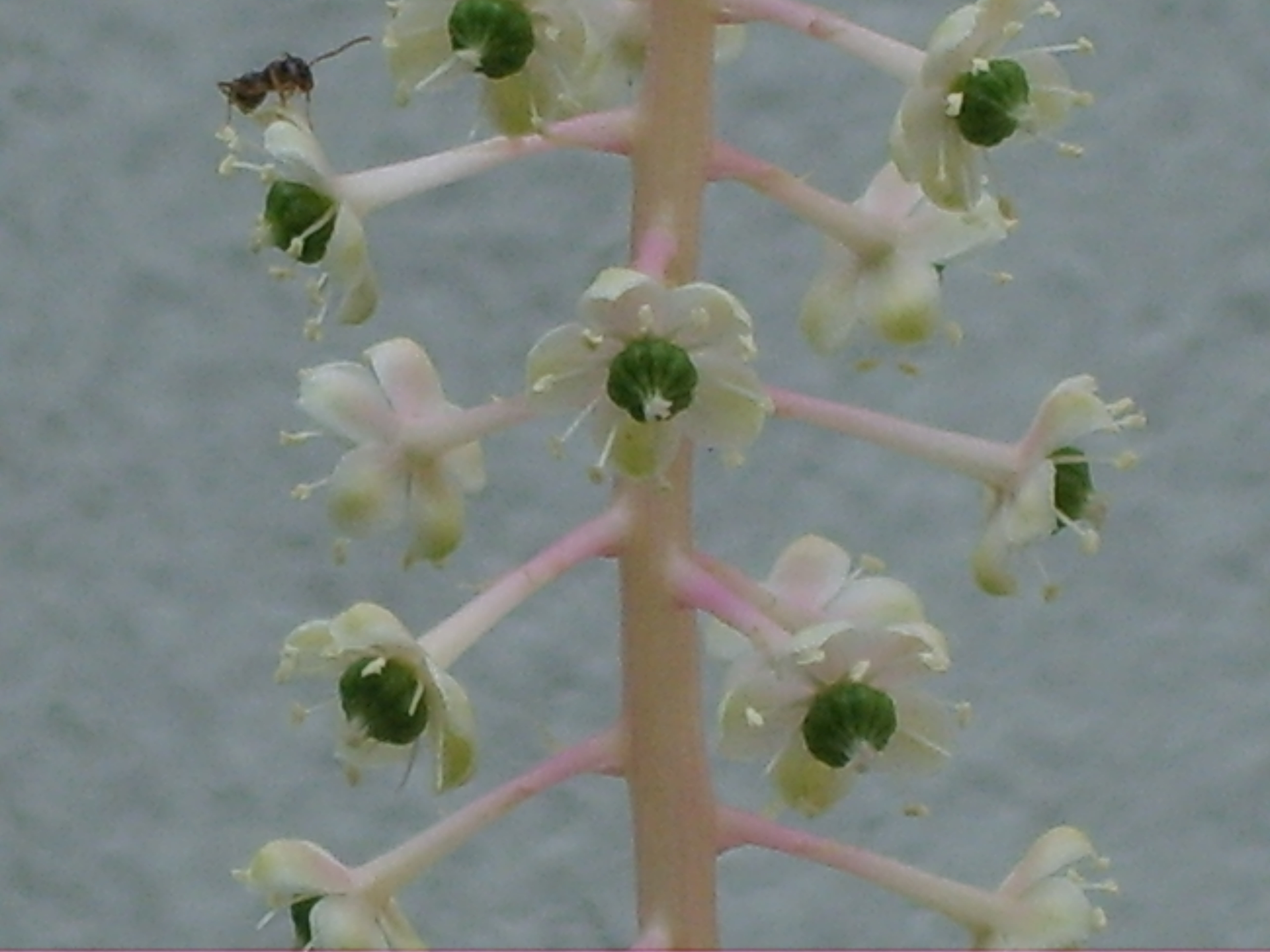
Kwiaty

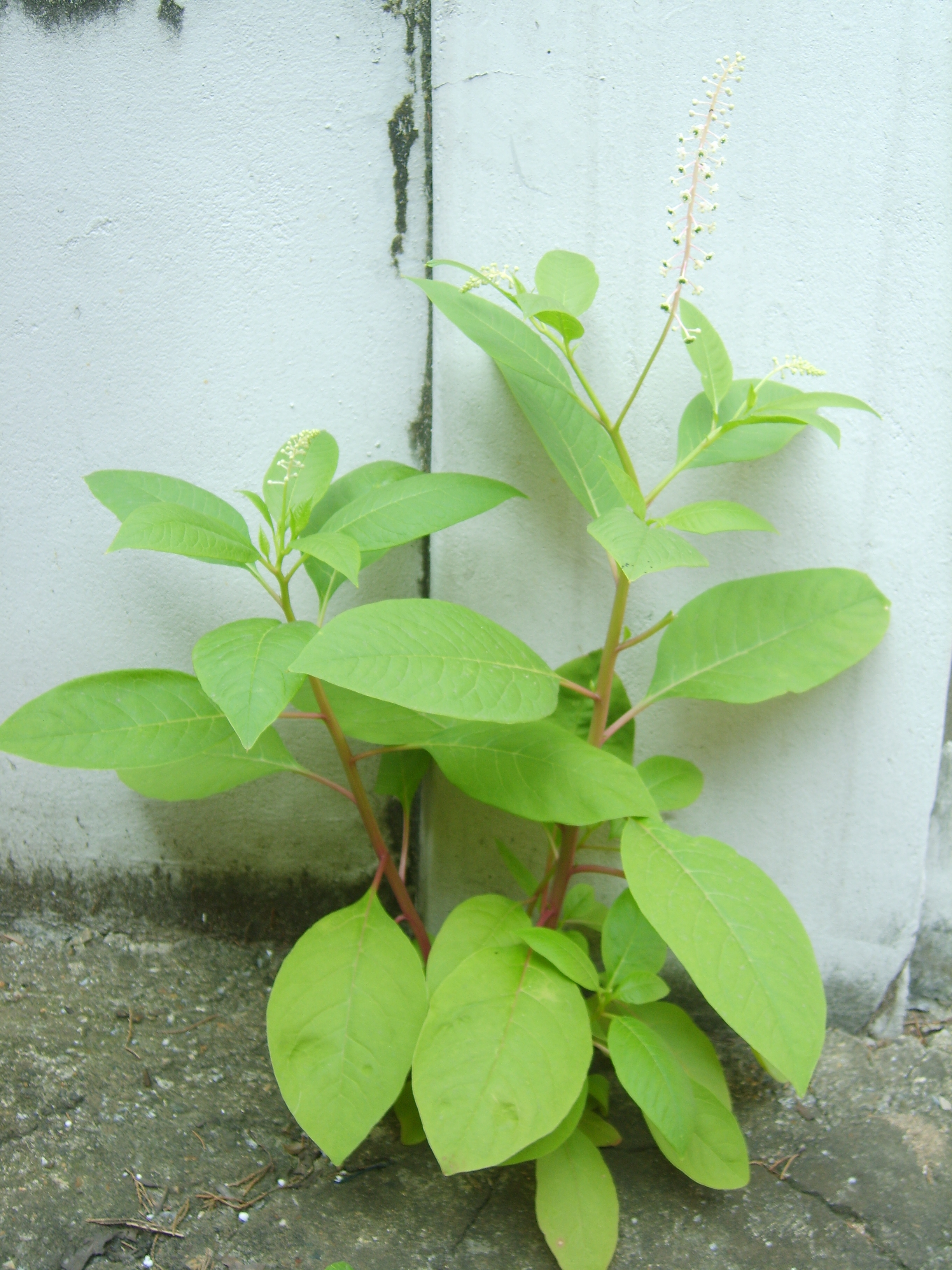
Pokrój (młody okaz)

Szkarłatka amerykańska (Phytolacca americana) – gatunek rośliny należący do rodziny szkarłatkowatych. Pochodzi z Ameryki Północnej, jest też uprawiana w wielu krajach świata. W swojej ojczyźnie uważana bywa za chwast. W Polsce bywa uprawiana i odnotowywana jest jako dziczejąca, prawdopodobnie tylko przejściowo.

## Morfologia
PokrójOkazała roślina zielna o wysokości do 3 metrów i drzewkowatym pokroju.
ŁodygaWzniesiona, szeroko rozgałęziona i czerwono podbarwiona.
LiściePojedyncze, eliptycznojajowate, skórzaste i sztywne o długości do 20 cm, o klinowatej nasadzie, wyrastające na krótkich ogonkach (2–4 cm długości). Na górnej stronie są niebieskawozielone i matowe, na spodniej szare, mają gładkie brzegi i słabo widoczną nerwację. Jesienią przebarwiają się na purpurowo.
KwiatyDrobne, białe, zielonkawe lub różowawe i zebrane w gęste kłosy o długości do 15 cm. Talerzykowate kwiaty wyrastają na krótkich szypułkach i składają się z pięciu owalnych i podgiętych w górę działek kielicha, dziesięciu pręcików o dużych pylnikach i jednego rozdętego, zielonego słupka. Korony brak.
OwocCzarne, błyszczące i silnie spłaszczone jagody o długości do 1 cm, wyrastające na jaskrawoczerwonej szypułce.
KorzeńWytwarza silny korzeń palowy.

## Biologia
Bylina kłączowa. Kwitnie w od czerwca do sierpnia. Cała roślina w stanie surowym jest lekko trująca. U małych dzieci nawet po spożyciu niedużej ilości owoców mogą nastąpić wymioty, biegunki, zawroty głowy i skurcze mięśni.

## Zastosowanie
- Roślina ozdobna. Szczególnie nadaje się do ogrodów naturalistycznych jako pojedyncza, duża roślina soliterowa.
- Kulinaria. Młode pędy po ugotowaniu są jadalne. Sok z owoców (po odpowiedniej przeróbce) wykorzystywano dawniej do barwienia niektórych gatunków win.
- Roślina lecznicza. Bywa wykorzystywana w homeopatii jako składnik leków spazmolitycznych i wykrztuśnych.

## Uprawa
- Historia uprawy. Sprowadzona do Europy była uprawiana w basenie Morza Śródziemnego. Uprawiano ją jako warzywo; jej młode pędy po ugotowaniu spożywano podobnie jak szparagi. Później zaczęto ją uprawiać jako roślinę ozdobną również w innych krajach Europy.
- Wymagania. Nie ma specjalnych wymagań co do gleby, ale na żyznej, próchnicznej rośnie bujniej. Jest również tolerancyjna co do oświetlenia; znosi półcień. Na zimę wskazane jest lekkie jej przykrycie, w czasie bezśnieżnych mrozów może bowiem przemarznąć.
- Rozmnażanie. Najłatwiej z nasion, które wysiewa się jesienią wprost do gruntu. Aby zainicjować ich kiełkowanie zaleca się moczenie ich przez 5 minut w stężonym kwasie siarkowym.